# Liste des tunnels en Espagne
Cette liste (non exhaustive) présente les principaux tunnels espagnols.

## Tunnels routiers
| Tunnel                      | Longueur | Province           | Route/Autoroute |
| --------------------------- | -------- | ------------------ | --------------- |
| Tunnel M-30                 | 12 000 m | Madrid             | M-30            |
| Tunnel du Pardo (en projet) | 11 500 m | Madrid             | M-50            |
| Tunnel du Somport           | 8 608 m  | Huesca             | A-23            |
| Tunnel de Vielha            | 5 240 m  | Lleida             | A-14            |
| Tunnel du Cadi              | 5 226 m  | Barcelone - Gérone | C-16            |
| Tunnel du Bracons           | 4 500 m  | Gérone             | C-153           |
| Tunnel du Negrón            | 4 144 m  | León               | AP-66           |
| Tunnel du Isuskitza         | 3 377 m  | Alava - Guipuscoa  | AP-1            |
| 2e Tunnel du Guadarrama     | 3 340 m  | Madrid - Ségovie   | AP-6            |
| Tunnel de La Aldea          | 3 176 m  | Grande Canarie     | GC-2            |
| 3e Tunnel du Guadarrama     | 3 148 m  | Madrid - Ségovie   | AP-6            |
| Tunnel Aragnouet-Bielsa     | 3 070 m  | Huesca             | A-138           |
| Tunnel du Soller            | 3 023 m  | Îles Baléares      | MA-11           |
| 2e Tunnel du Monrepós       | 2 900 m  | Huesca             | A-23            |
| 1er Tunnel du Guadarrama    | 2 870 m  | Madrid - Ségovie   | AP-6            |
| Túnel de Taurito            | 2 787 m  | Grande Canarie     | GC-1            |
| Tunnel du Pedralba          | 2 598 m  | Huesca             | N-260           |
| Tunnel du M-111             | 2 560 m  | Madrid             | M-111           |
| Tunnels de Vallvidrera      | 2 517 m  | Barcelone          |                 |
| Tunnel du Piqueras          | 2 444 m  | Soria - La Rioja   | N-111           |
| Túnel de Faneque            | 2 044 m  | Grande Canarie     | GC-2            |
| Tunnels de la Rovira        | 1 270 m  | Barcelone          |                 |

## Tunnels ferroviaires
| Tunnel                                                                | Longueur                | Province   | Ligne |
| --------------------------------------------------------------------- | ----------------------- | ---------- | --- |
| Tunnel de la traversée ferroviaire des Pyrénées centrales (en projet) | 40 000 m                | Huesca     | Saragosse - Pau - Bordeaux/Toulouse                                                                               |
| Tunnel de Gibraltar (en projet)                                       | 40 000 m                | Cadix      | Détroit de Gibraltar                                                                                              |
| Tunnel de Guadarrama                                                  | 28 400 m                | Madrid     | LGV Madrid - Valladolid                                                                                           |
| Tunnel de Pajares (en construction)                                   | 24 468 m                | León       | LGV Madrid-Segovie-Valladolid-Asturies                                                                            |
| Tunnel du San Pedro                                                   | 8 930 m                 | Madrid     | LGV Madrid - Valladolid                                                                                           |
| Tunnel de Carrascoy (en projet)                                       | 9 000 m                 | Murcie     | LGV Madrid - Levant                                                                                               |
| Tunnel du Perthus                                                     | 8 141 m                 | Gérone     | Ligne Perpignan - Figueres                                                                                        |
| Tunnel AVE-Vigo (en construction)                                     | 8 100 m                 | Pontevedra | LGV Vigo - Coruña                                                                                                 |
| Tunnel du Somport                                                     | 7 700 m                 | Huesca     | Ligne de Pau à Canfranc                                                                                           |
| Tunnel du la Risa (3 tunnels)                                         | 7 900, 8 254 et 7 300 m | Madrid     | (Transport régionaux) Cercanias Madrid LGV Madrid - Séville LGV Madrid-Barcelone-Figueras LGV Madrid - Valladolid |
| Tunnel de Abdalajís                                                   | 7 300 m                 | Malaga     | LGV Córdoba-Málaga                                                                                                |
| Tunnel le Cabrera                                                     | 7 250 m                 | Valence    | LGV Madrid-Cuenca-Valence                                                                                         |
| Tunnel de Provença                                                    | 5 600 m                 | Barcelone  | LGV Madrid-Barcelone-Figueras                                                                                     |
| Tunnel de Gérone (en construction)                                    | 5 000 m                 | Gérone     | LGV Madrid-Barcelone-Figueras                                                                                     |
| Tunnel de Paracuellos                                                 | 4 972 m                 | Saragosse  | LGV Madrid-Barcelone-Figueras                                                                                     |
| Tunnel de la Somosierra                                               | 3 895 m                 | Madrid     | Ligne Madrid-Burgos-Irún                                                                                          |
| Tunnel de la Hechicera                                                | 2 835 m                 | Saragosse  | LGV Madrid-Barcelone-Figueras                                                                                     |
| Tunnel des Balitres                                                   | 1 064 m                 | Gérone     | Ligne de Narbonne à Port-Bou (frontière) Ligne Barcelone - Gérone - Portbou                                       |
| Tunnel de Cargol                                                      | 1 057 m                 | Gérone     | Ligne Ripoll - Puigcerdà                                                                                          |
| Tunnel d'Aragon                                                       | -                       | Barcelone  | Ligne Barcelone - Vilafranca - Tarragone                                                                          |
| Tunnel de Meridiana                                                   | -                       | Barcelone  | Ligne Barcelone - Manresa - Lérida - Almacelles                                                                   |
| Tunnel de Horta (en projet)                                           | -                       | Barcelone  | Ligne Llobregat - Anoia ou Ligne Poblenou - UAB                                                                   |
| Tunnel del Turó de Montcada (en projet)                               | -                       | Barcelone  | Turó de Montcada                                                                                                  |